# Tritonia dubia
Tritonia dubia är en irisväxtart som beskrevs av Christian Friedrich Frederik Ecklon och Friedrich Wilhelm Klatt. Tritonia dubia ingår i släktet Tritonia och familjen irisväxter. Inga underarter finns listade i Catalogue of Life.